# Legião do Vístula

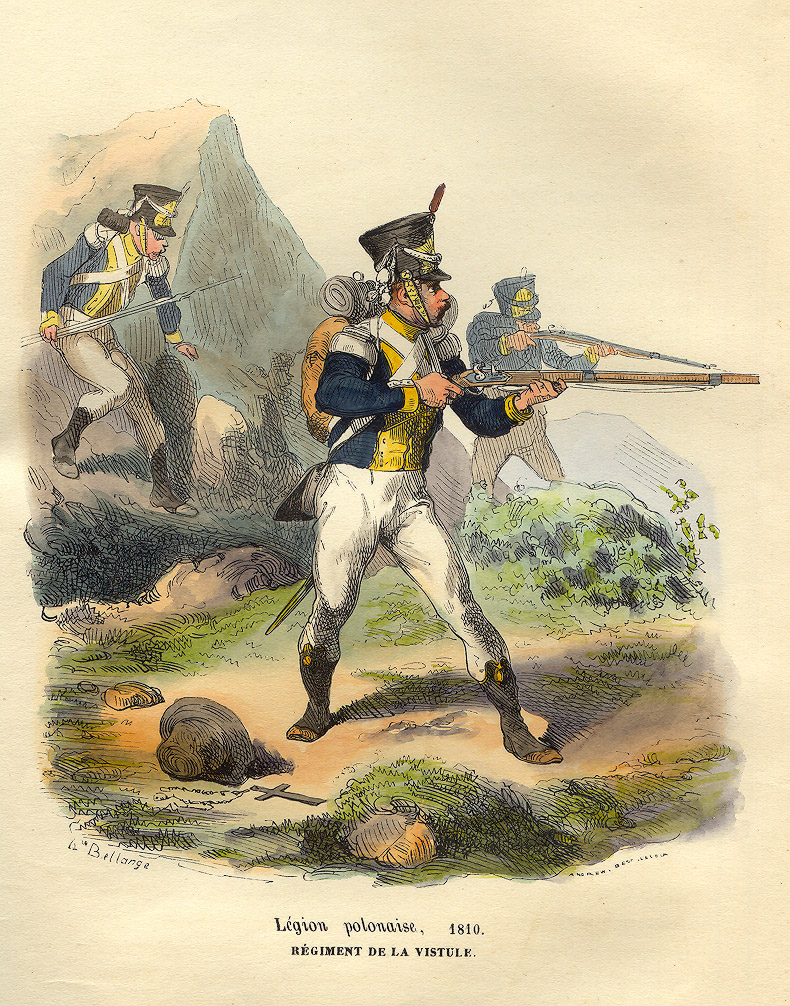
'Legião do Vístula' - infantaria polaca.

A Legião do Vístula (em polonês/polaco:  Legia Nadwiślańska) foi uma unidade de polacos ao serviço do exército da França Napoleónica, e uma das maiores legiões polacas no período Napoleónico.

## A criação da Legião
A Legião foi formada em Breslau, em Neustadt , em Brieg, em Neisse e em Friedland, na Silésia, em fevereiro de 1807 a partir de um regimento de infantaria e do regimento de cavalaria a serviço do Reino de Nápoles, que eram descendentes das legiões Dabrowski e Danubio, originalmente levantadas na década de 1790. A nova formação foi expandida dos Napolitanos numa formação de três de infantaria, e uma de cavalaria. A maioria dos recrutas veio de territórios ex-Prussianos e ex-Austríacos, particularmente Poznań e Pomerânia.
A Legião italo-polaca lutou primeiro no cerco de Kłodzko e, em seguida, foi transferida para o Reino da Vestfália em outubro de 1807 e foi colocada na guarnição em Kassel, onde foi recrutada para uma total força de polacos em território ocupado. O recém-expandido regimento de cavalaria chegou a Kassel, em 11 de novembro de 1807.
Napoleão I ordenou que a Legião fosse transferida para o serviço francês em 21 de fevereiro de 1808. A Legião foi transferida para Poitiers, França, e foi oficialmente renomeada como Legião Vístula em 31 de Março de 1808, com o mesmo status das unidades da linha francesa. A base da Legião foi em Sedan. Todo o pessoal da Legião seria de etnia polaca, excepto secretários, e outros, que seriam franceses. A força da Legião, foi fixada em 5,959 homens, em junho de 1808. Os 2º e 3º regimentos de infantaria participaram na invasão da Espanha (Guerra Peninsular). No dia 24 de Março, de 1809, na Batalha de Yevenes, 600 lanceiros polacos da Legião do Vístula, perderam todos os seus estandartes, quando foram cortados por emboscada feita por 5000 espanhóis. O regimento foi renomeado, em 1811, como 7º regimento de lanceiros da cavalaria ligeira.
Napoleão I formou uma Segunda Legião Vístula formada a partir de prisioneiros, levados após derrota dos Austríacos na Batalha de Wagram em julho de 1809. O recrutamento foi lento e apenas dois batalhões foram levantados e enviados para Sedan em outubro de 1809. Ao contrário da legião original, alemães foram aceites na nova formação. Foi incapaz de recrutar e assim dissolvida em fevereiro de 1810, com o seu pessoal a ser junto à legião original como 4º regimento.

## Serviço na Espanha

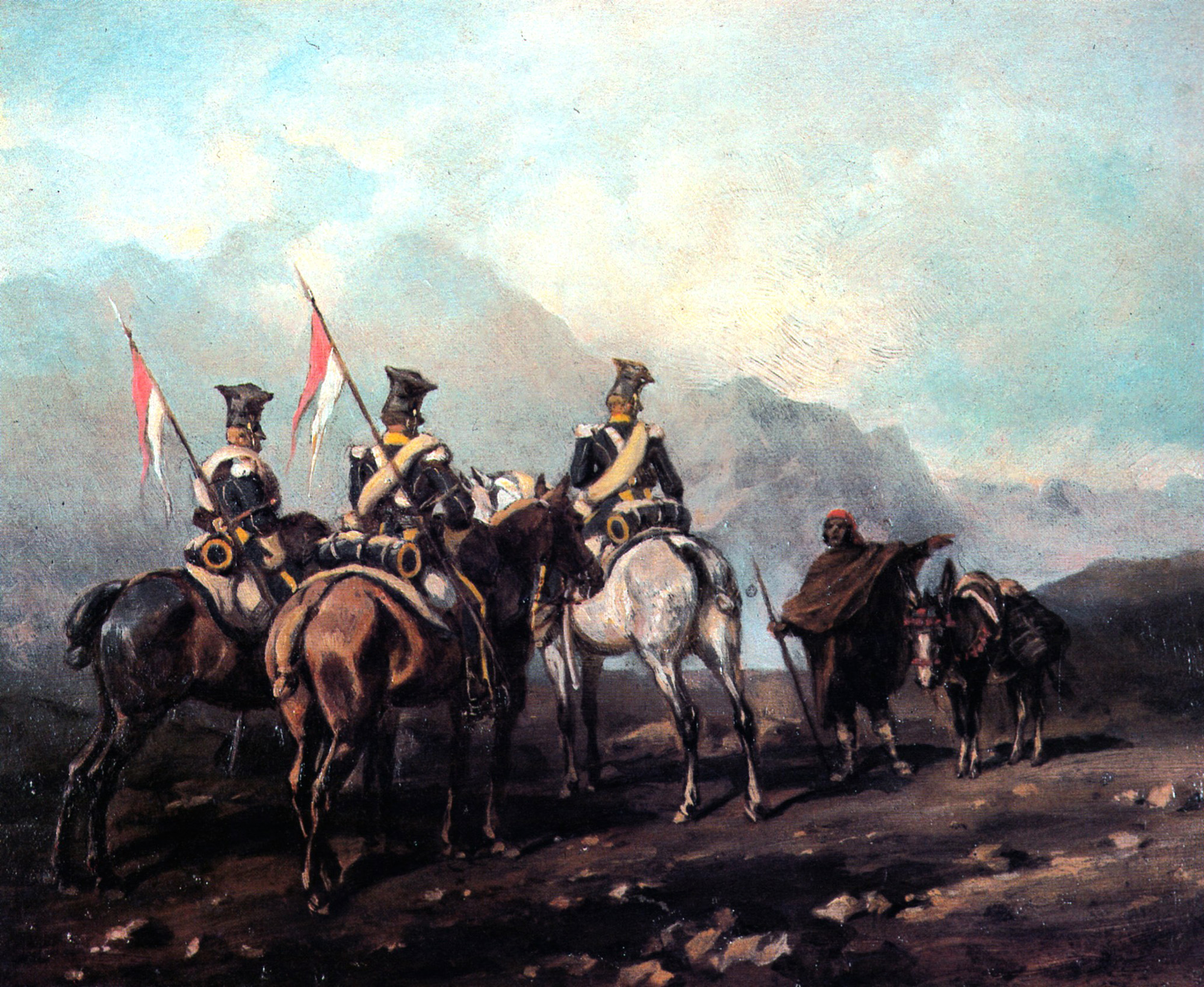
Lanceiros da Legião do Vístula em patrulha na Espanha, durante a Guerra Peninsular por Juliusz Kossak, 1875

Em 7 de fevereiro de 1811, um segundo regimento de lanceiros foi criado, e no dia 18 de junho do mesmo ano, os dois regimentos de lanceiros foram removidos da legião e redesignados como 7º e 8º Regimentos de Cavalaria Ligeira de Lanceiros com seis regimentos franceses de dragões, numerados de 1 a 6.
Em 16 de maio de 1811, o 1º Regimento de Lanceiros da Legião do Vístula participou na Batalha de Albuera, aniquilando três de quatro regimentos da Brigada Colborne, com 130 vítimas de 591 pessoas, contra os 1258 homens perdidos por Colborne nos três primeiros regimentos (319 mortos, 460 feridos e 479 foram presos).

## Serviço na Rússia
A Legião foi retirada da Espanha no início de 1812, preparando a invasão de Napoleão da Rússia. Em março de 1812, Napoleão ordenou a quatro regimentos para o recrutamento de um terceiro batalhão, fazendo três batalhões de cada um, além de uma pequena bateria. O todo seria uma única divisão ligada à Jovem Guarda, comandada pelo General de Divisão Claparede. Os novos terceiros batalhões dos regimentos não se juntaram ao original até a retirada de Moscovo estar em curso. Dos cerca de 7.000 membros da Legião, que entrou para a Rússia, apenas cerca de 1.500 regressaram.

## Serviço de 1813, na Alemanha
No dia 18 de junho, de 1813, os sobreviventes da legião foram reorganizados num único Regimento Vístula de dois batalhões.

## O serviço em França, 1814
O Regimento Vístula foi novamente reformado no início de 1814, em Sedan, com todos os restantes soldados de infantaria ao serviço francês. Após a abdicação de Napoleão, os sobreviventes da Legião voltaram para a Polónia.

## Nota
- Este artigo foi inicialmente traduzido, total ou parcialmente, do artigo da Wikipédia em inglês cujo título é «Legion of the Vistula».